# Gianluigi Buffon
Pour les articles homonymes, voir Buffon.
Gianluigi  Buffon, né le 28 janvier 1978 à Carrare en Italie est un footballeur international italien évoluant au poste de gardien de but actif entre 1995 et 2023.
Considéré comme l'un des plus grands gardiens de but de tous les temps, il est l'un des rares joueurs à avoir disputé plus de 1 100 matchs en professionnel et détient le record du plus grand nombre d'apparitions en Serie A (648 rencontres jouées). Ses arrêts réflexes, son leadership et son palmarès en font l’un des meilleurs joueurs de sa génération. 
Buffon fait ses débuts dans le championnat italien avec Parme où il remporte ses premiers trophées dont la Coupe UEFA en 1999. Deux ans plus tard, il rejoint la Juventus pour un montant de 52,9 millions d'euros (record pour un gardien de but à l'époque) et devient l’un des meilleurs gardiens du monde. Ses dix-neuf saisons, interrompues par un passage au Paris Saint-Germain en 2018-2019 où il est sacré champion de France, sont marquées notamment par dix titres de Serie A (deux étant annulés à la suite de l’affaire Calciopoli), quatre Coupes d’Italie et trois finales perdues de Ligue des champions (2003, 2015 et 2017), l’une des rares compétitions manquant à son palmarès. Il achève sa carrière dans son club formateur de Parme en Serie B jusqu’en 2023.
À titre individuel, Buffon est le premier gardien de but à décrocher le prix du footballeur de l'année en Serie A et remporte celui de son poste à douze reprises, un record. Il est également membre de l’équipe-type de la Ligue des Champions lors de plusieurs éditions et gagne le premier prix The Best FIFA Goalkeeper en 2017. De plus, il est élu meilleur gardien de football de l'année IFFHS à cinq reprises (record codétenu avec Iker Casillas et Manuel Neuer) et se classe 2e au Ballon d'or 2006.
Sur la scène internationale, Gianluigi Buffon honore 176 sélections sous le maillot de la Squadra Azzura faisant de lui le joueur italien et européen le plus capé avant d'être dépassé par le Portugais Cristiano Ronaldo. Il dispute quatre championnats d’Europe, s'inclinant en finale en 2012, et cinq Coupes du monde consécutives — remportant le titre suprême en 2006 et le prix du meilleur gardien de la compétition — mais échoue à se qualifier en 2018, année où il prend sa retraite internationale. Depuis 2023, il est le chef de délégation de l'équipe italienne.

## Biographie

### Enfance et formation
Buffon vient d'une famille de sportifs : son père, Adriano, a été haltérophile aux Jeux Olympiques et sa mère, Maria Stella, lanceuse de disque. Ses deux sœurs aînées, Guendalina et Veronica, ont été championnes de volley. Son grand-oncle (le cousin de son grand-père), Lorenzo Buffon, a joué au poste de gardien de but avec l'Italie pendant le Mondial 1962 au Chili,.
Avant de devenir gardien de but, Gianluigi Buffon joue jusqu'à ses douze ans en tant que libero, défenseur central ou milieu de terrain à Bologne.
En 1991, il choisit de rejoindre le centre de formation du Parme AC comme joueur de champ à l'âge de 13 ans. La performance du gardien de but camerounais Thomas Nkono lors de la Coupe du monde 1990 en Italie, le convainc d'opter pour le même poste.

### Débuts professionnels à Parme (1995-2001)
Lors de la saison 1995-1996, Buffon fait partie de l'équipe des moins de vingt ans de Parme tout en devenant le troisième gardien de l'équipe première derrière le titulaire habituel, Luca Bucci, régulièrement appelé en sélection nationale et Alessandro Nista. Mais en prélude à cette saison, Bucci se blesse à une clavicule ce qui l'empêche d'être présent plusieurs semaines. Nista le remplace pour une première rencontre mais dès la rencontre suivante, Nevio Scala, l'entraîneur, choisit de titulariser Buffon qui débute donc en Serie A le 19 novembre 1995 à l'âge de 17 ans contre le Milan AC. Après une première intervention sur une action de Stefano Eranio, il met en échec des joueurs tels que Marco Simone ou George Weah. Il est reconduit titulaire à ce poste pendant deux mois jusqu'au retour de blessure de Bucci. Buffon commence la saison suivante comme remplaçant de Bucci mais le nouvel entraîneur Carlo Ancelotti le place comme titulaire au bout de huit matchs de championnat.
C’est l'année au cours de laquelle le défenseur français Lilian Thuram arrive à Parme et qui voit Fabio Cannavaro s’installer au centre de la défense.
En 1999, le club remporte un doublé Coupe d’Italie-Coupe de l’UEFA qui couronne une saison pendant laquelle les Parmesans se sont révélés comme la force montante du football italien.
Deux saisons plus tard, le club souffre financièrement et les titres se font rares. Buffon décide de partir.

### Titré avec la Juventus avant le Calciopoli (2001-2008)

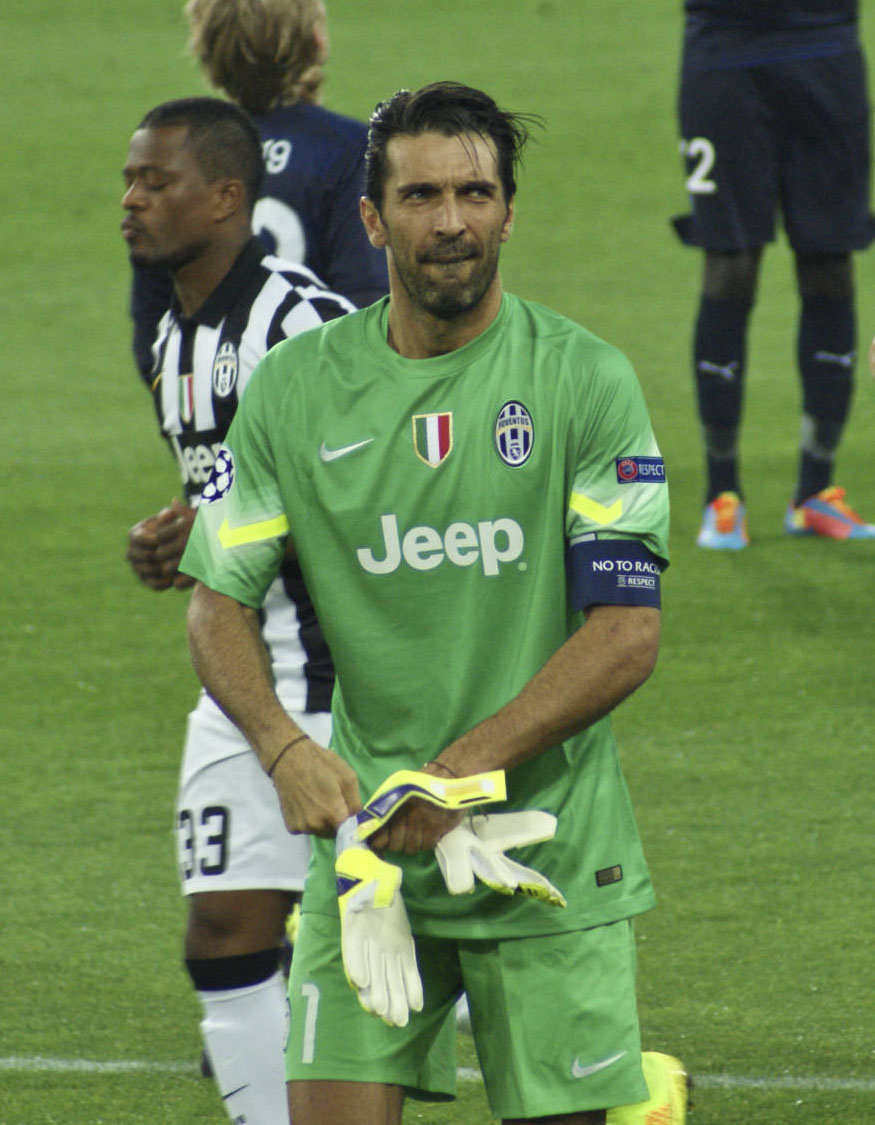
Gianluigi Buffon sous le maillot de la Juventus en 2014.

La Juve décide d'acheter Gianluigi Buffon à l'intersaison 2001. En pleine inflation du marché, les dirigeants bianconeri déboursent 53 millions d’euros pour obtenir sa signature ce qui en fait alors le gardien le plus cher de l’histoire du football. Buffon rejette à cette occasion une offre du FC Barcelone.
Buffon joue son premier match pour la Juventus le 26 août 2001, à l'occasion de la première journée de la saison 2001-2002, face à l'AC Venezia 1907. Titulaire dans les buts, il garde sa cage inviolée et son équipe s'impose (4-0 score final). Au cours de cette première saison il est sacré champion d'Italie, pour la première fois de sa carrière.
Cinq saisons plus tard, Buffon a gagné avec son club quatre titres de Champion d’Italie et deux Supercoupes d’Italie. Seule la Ligue des champions manque à son palmarès. La finale perdue aux tirs au but en 2003 face au Milan AC reste d’ailleurs la seule fausse note de son parcours en blanc et noir. Après deux scudetti révoqués à la suite du scandale du calciopoli (2005 et 2006), la Juve est reléguée en Serie B, et Buffon convoité par les plus grands clubs du monde. Mais « Superman » comme on l'appelle en Italie décide, à la surprise générale, d'aider la Juve à remonter en Serie A qui fut un geste apprécié auprès des tifosi de la Juve.
En 2007, la Juve fait son retour en Série A après avoir terminé championne de Serie B.

### Retour au sommet (2008-2018)
Après 5 années de disette Gianluigi Buffon remporte à nouveau un scudetto avec la Juventus à l'issue de la saison 2011-2012.

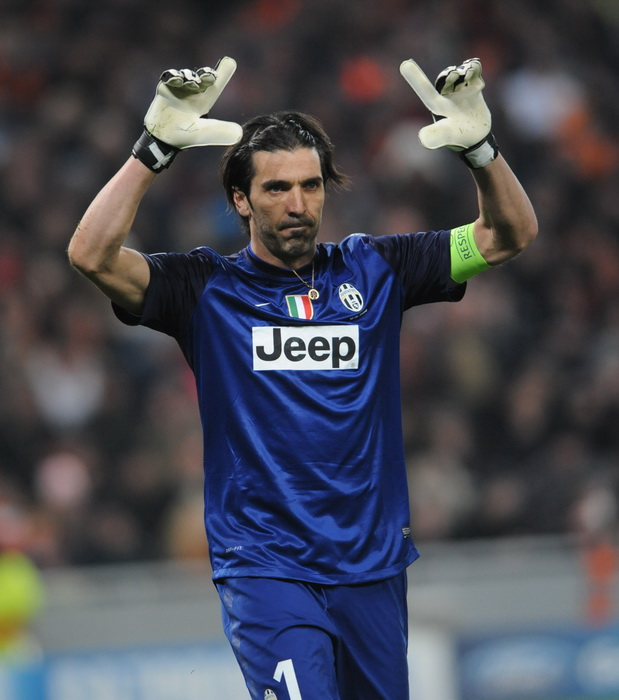
Buffon avec la Juventus en 2012.

Il devient capitaine titulaire de la vieille dame en juillet 2012, succédant ainsi au capitaine historique Alessandro Del Piero qui termine, avec ce trophée remporté par une Juventus invaincue, son expérience en Série A. Ses premiers succès en tant que capitaine arrivent très vite puisque Gigi Buffon soulève la Supercoupe d'Italie en août 2012, puis le championnat d'Italie le 5 mai 2013.
Le 24 novembre 2013, lors de la rencontre gagnée par la Juventus face à Livourne (2-0), Buffon dispute son 500e match en Serie A.
Lors de la saison 2014-2015, Buffon et la Juve reviennent à leur meilleur niveau sur la scène européenne en sortant le Borussia Dortmund en huitièmes de finale (2-1 ; 0-3), l'AS Monaco en quarts (1-0 ; 0-0) et surtout le Real Madrid en demi-finale (2-1 ; 1-1). Cependant, la Juventus est balayée en finale par le FC Barcelone et son redoutable trio Messi-Suarez-Neymar (1-3).
En mars 2016, Buffon prend à Sebastiano Rossi le record d'invincibilité pour un gardien de but dans le championnat italien. Ce record passe à l'occasion de 929 à 973 minutes.
Le 11 mai 2016, la Juve prolonge Buffon jusqu’en 2018, il aura alors 40 ans.
Le 23 décembre 2016, au terme d'un match nul 1-1 face à l'AC Milan pour la Supercoupe d'Italie gagnée par les Lombards aux tirs au but, Buffon célèbre son 600e match avec la Juve.
Le 3 juin 2017, il participe à la finale de la Ligue des champions 2016-2017 à Cardiff. Celle-ci sera perdue par son équipe 4-1 contre le Real Madrid.
Le 7 décembre 2017, il termine quatrième du Ballon d'or 2017.
Le 11 avril 2018, au cours d'un match retour de quarts de finale de Ligue des champions face au Real Madrid, son équipe domine 0-3 à Bernabéu, mais Buffon est exclu à la 93e minute, après avoir contesté la décision de l’arbitre d’accorder un pénalty, à la suite d'une faute de son défenseur Mehdi Benatia. Cristiano Ronaldo transforme le pénalty face au portier remplaçant Wojciech Szczęsny et permet à son équipe de se hisser en demi-finale, aux dépens de la Juventus bianconero. À la suite de son attitude, Buffon sera suspendu pour trois rencontres européennes.
Le 17 mai 2018, il annonce son départ de la Juventus à l'issue de la saison. Son président, Andrea Agnelli, annonce qu'il sera remplacé par le Polonais Wojciech Szczęsny.

### Un an au Paris SG (2018-2019)

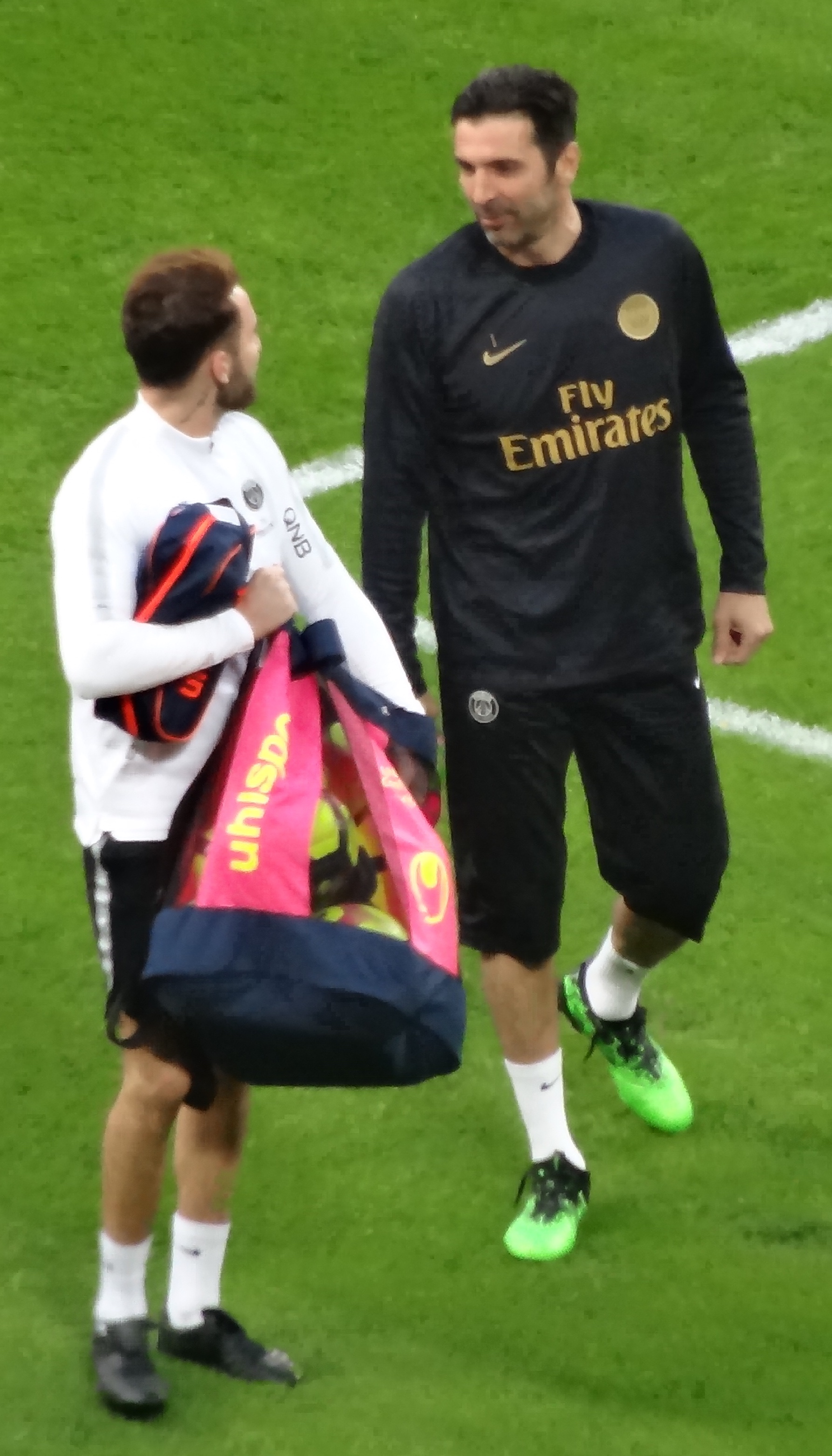
Gianluigi Buffon avec le PSG en 2019.

Le 6 juillet 2018, Gianluigi Buffon est transféré au Paris Saint-Germain. Le gardien italien s'engage avec le club de la capitale française pour un contrat d’un an, avec une option d'une année supplémentaire. Son arrivée entraîne le départ de Kevin Trapp (qui lui laisse son numéro 1), mais le gardien italien se partage le temps de jeu avec Alphonse Areola. Dès son premier match, il remporte le Trophée des champions face à l'AS Monaco (4-0). En championnat, il fait ses débuts contre Caen lors de la première journée au Parc des Princes (victoire 3-0). Thomas Tuchel déclare alors que le modèle d'un gardien numéro 2 qui attend que le numéro 1 se blesse, a peut-être vécu. Malheureusement le passage de Buffon ne se passera pas comme les supporters parisiens l'espéraient, auteur de prestation correcte en début de saison malgré un but légèrement évitable contre Montpellier, Gigi Buffon est jugé responsable par la presse et les supporters parisiens de l'élimination de son équipe contre Manchester United lors du match retour en 8e de finale de la Ligue des Champions (1-3) avec une sortie trop timide sur le premier but et un ballon relâché à la suite d'une frappe lointaine de Rashford qui profite à Lukaku qui y va de son doublé, il ne pourra rien sur le penalty en fin de match. Le Paris Saint-Germain annonce son départ du club en fin de saison, le 5 juin 2019.

### Retour à la Juve (2019-2021)
Le 4 juillet 2019, à la surprise générale, Gianluigi retourne à la Juventus FC, en s'engageant jusqu'en 2020 avec le club turinois. Il choisit le numéro 77 avec lequel il a joué au Parme FC, puisque le numéro 1 est pris par Wojciech Szczęsny depuis son départ la saison précédente. « J'ai pensé au 77, qui représente un peu mon histoire. C'était avec ce numéro à Parme, en jouant une saison exceptionnelle, que j'ai eu l'opportunité de venir à la Juventus », explique-t-il lors de l'inauguration d'une boutique de son club à Milan.
Il prolonge son contrat jusqu’en juin 2021. Le 4 juillet 2020 lors d'une victoire face au Torino FC (4-1), il devient le joueur avec plus d'apparitions dans le championnat italien avec un total de 648 matchs joués. Il dépasse ainsi Paolo Maldini, qui détenait le record jusqu'à ce jour,.
Début mai 2021, il annonce la fin de son aventure à la Juventus et son envie de continuer à jouer dans un autre club.

### Fin de carrière à Parme (2021-2023)
Vingt ans après son départ pour la Juventus, Gianluigi Buffon revient au Parme Calcio 1913, club de Serie B où il a été formé, retrouvant la formation avec laquelle il a remporté la Coupe UEFA 1999. Il s'est engagé jusqu'en juin 2023. Il joue son premier match depuis son retour le 20 août 2021 face au Frosinone Calcio, en championnat. Il est titulaire et les deux équipes se neutralisent ce jour-là (2-2). À la fin de sa première saison Buffon se montra décisif sur les terrains notamment en arrêtant 3 penaltys durant la saison.
Le 28 février 2022, alors âgé de 44 ans, Buffon prolonge son contrat avec Parme d'une saison supplémentaire, soit jusqu'en juin 2024,.
Le 30 mai 2023, Parme affronte Cagliari lors des demi-finales aller des playoffs pour la montée en Serie A. À la mi-temps Parme mène 2-0 mais Buffon se blesse à la mi-temps. Au terme du match Parme s’incline 3-2. Au match retour sera un score vierge de 0-0. Parme est éliminé et restera en Serie B. Buffon révélera plus tard que c’est quand il s’est blessé contre Cagliari à la mi-temps qu’il a décidé de prendre sa retraite.
Le 1er août 2023, Gianluigi Buffon prend sa retraite après 28 ans de carrière sur les terrains.

### En sélection

#### En jeunes
Gianluigi Buffon représente l'équipe d'Italie des moins de 17 ans, étant notamment retenu pour participer à la Coupe du monde des moins de 17 ans en 1993. Il est titulaire durant ce tournoi et joue trois matchs. Les Italiens ne parviennent pas à passer la phase de groupe avec un bilan de deux défaites et un match nul.

#### Carrière avec lesAzzurri(1997-2018)
En équipe nationale, il passe la Coupe du monde 1998 sur le banc. À cause d'une blessure, il rate l’Euro 2000 qu'assure son remplaçant Francesco Toldo. Au mondial 2002, la Nazionale sort en huitièmes de finale face à la Corée du Sud (1-2 a. p.). L’Euro 2004 reste aussi une contre-performance où les italiens sont éliminés dès la fin du premier tour alors qu'ils ne connaissent pas la défaite.
C'est à 28 ans lors la Coupe du monde 2006 qu'il remporte son premier trophée international avec la sélection italienne dirigée par Marcello Lippi. Les Italiens, après avoir éliminé la République tchèque, l'Australie, l'Ukraine et l'Allemagne, pays organisateur, gagnent en finale contre la France (1-1 a. p.) ; (5-3 aux t.a.b.). À la 104e minute de ce match, durant les prolongations et alors que les deux équipes sont à égalité, il sort une tête de Zinedine Zidane d'une claquette réflexe, permettant ainsi à son équipe de rester dans le match.
Lors de la séance des tirs au but, Gianluigi Buffon ne parvient pas à arrêter un seul tir français, de même que Fabien Barthez ne parvient pas à arrêter un seul tir italien. David Trezeguet étant le seul joueur ayant frappé la barre transversale, l'Italie devient championne du monde à l'issue de la séance.
Lors de l'Euro 2008, l'Italie affronte l'Espagne en quart de finale, avec de nouveau une séance de tirs au but à l'issue du temps réglementaire. Buffon parvient à repousser le tir de Dani Güiza mais, côté italien, le tir de Daniele De Rossi est stoppé par Iker Casillas tandis que Antonio Di Natale rate le sien (0-0 a. p. ; 2 t.a.b. 4). L’Italie est donc éliminée.
Gianluigi Buffon est sélectionné dans l'équipe d'Italie pour la Coupe du monde 2010. Cependant, il sort à la mi-temps du premier match contre le Paraguay (1-1), victime d'une douleur au dos qui s'avèrera être une hernie discale. Il ne disputera aucun des deux autres matchs de poule, à l'issue desquels l'Italie est éliminée et perd son titre de championne du monde.
Le 15 novembre 2011, à l'occasion du match amical Italie - Uruguay disputé à Rome, il célèbre sa 112e sélection et égale ainsi le total de Dino Zoff, qui était jusqu'alors le troisième joueur le plus capé de l'histoire du football italien.

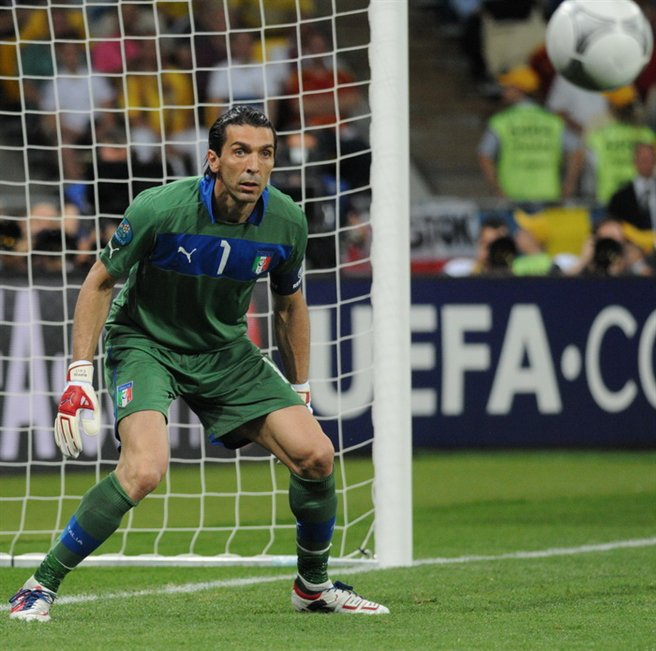
Gianluigi Buffon sous le maillot italien lors de la finale de l'Euro 2012.

Lors de l'Euro 2012, l'Italie affronte l'Espagne (1-1) puis la Croatie (1-1) puis l'Irlande (2-0). Mais alors que, jusqu'à la finale face à l'Espagne, l'Italie n'a pas été menée une seule fois et que Buffon n'a encaissé que 3 buts, l'Italie encaisse 4 buts et perd la finale (0-4).
Le 11 octobre 2013, à l'occasion du match Italie - Danemark (2-2), comptant pour les Éliminatoires de la Coupe du monde 2014 disputé à Copenhague, il célèbre sa 137e sélection en équipe nationale et dépasse surtout par la même occasion le record de Fabio Cannavaro, qui était le joueur le plus capé de l'histoire de la sélection Italienne.
Pour la Coupe du monde 2014, Buffon est sélectionné comme gardien titulaire de l'équipe d'Italie. Il jouera deux matchs dans cette Coupe du monde (contre le Costa Rica et l'Uruguay), mais pas le premier contre l'Angleterre (victoire 2-1), durant lequel Salvatore Sirigu est titulaire. Lors des deux matchs qu'il dispute Buffon s'incline à chaque fois 1-0. L'Italie sort donc de ce mondial avec 3 points, éliminée pour la deuxième fois d'affilée en phase de poules de la Coupe du monde.
À l'Euro 2016, il est sélectionné de nouveau et porte le brassard de capitaine. Son équipe et lui atteignent les quarts de finale où ils sont éliminés aux tirs au but 6-5 après un nul 1-1 contre l'Allemagne. Buffon disputait son dernier championnat d'Europe.
Le 24 mars 2017, lors d'une rencontre contre l'Albanie, comptant pour les Éliminatoires de la Coupe du monde 2018, il obtient sa 168e sélection en équipe nationale et devient ainsi le joueur européen le plus capé de l'histoire. Il honore alors aussi le 1000e match de sa carrière.
À la suite de l'élimination de l'Italie en barrages pour le mondial 2018, le gardien met un terme à sa carrière internationale. Le nouveau sélectionneur Roberto Mancini confie désormais les cages à Gianluigi Donnarumma, Mattia Perin ou Salvatore Sirigu.

En mars 2018 Buffon revient pour un dernier match amical avant de prendre sa retraite internationale quelques mois plus tard.
En septembre 2018, son coéquipier en club Marco Verratti déclare que Buffon pourrait revenir en sélection si celle-ci avait besoin de lui.

### Après-carrière
Quatre jours après avoir annoncé la fin de sa carrière de joueur, Gianluigi Buffon devient chef de délégation de l'équipe d'Italie. Il est présenté officiellement le 5 septembre 2023 lors d’une conférence de presse.

## Statistiques
| Saison                | Club                  | Championnat           | Championnat | Championnat | Coupe(s) nationale(s) | Coupe(s) nationale(s) | Supercoupe | Supercoupe | Compétition(s) continentale(s) | Compétition(s) continentale(s) | Compétition(s) continentale(s) | Italie | Italie | Total | Total |
| Saison                | Club                  | Division              | M.          | B.          | M.                    | B.                    | M.         | B.         | Comp.                          | M.                             | B.                             | M.     | B.     | M.    | B.    |
| 1995-1996             | Parme AC              | Serie A               | 9           | 0           | 0                     | 0                     | -          | -          | C2                             | 0                              | 0                              | -      | -      | 9     | 0     |
| 1996-1997             | Parme AC              | Serie A               | 27          | 0           | 0                     | 0                     | -          | -          | C3                             | 1                              | 0                              | -      | -      | 28    | 0     |
| 1997-1998             | Parme AC              | Serie A               | 32          | 0           | 6                     | 0                     | -          | -          | C1                             | 8                              | 0                              | 2      | 0      | 48    | 0     |
| 1998-1999             | Parme AC              | Serie A               | 34          | 0           | 6                     | 0                     | -          | -          | C3                             | 11                             | 0                              | 6      | 0      | 57    | 0     |
| 1999-2000             | Parme AC              | Serie A               | 32+1        | 0           | 0                     | 0                     | 1          | 0          | C1+C3                          | 2+7                            | 0                              | 6      | 0      | 49    | 0     |
| 2000-2001             | Parme AC              | Serie A               | 34          | 0           | 2                     | 0                     | -          | -          | C3                             | 7                              | 0                              | 5      | 0      | 48    | 0     |
| Sous-total            | Sous-total            | Sous-total            | 169         | 0           | 14                    | 0                     | 1          | 0          | -                              | 36                             | 0                              | 19     | 0      | 239   | 0     |
| 2001-2002             | Juventus              | Serie A               | 34          | 0           | 1                     | 0                     | -          | -          | C1                             | 10                             | 0                              | 10     | 0      | 55    | 0     |
| 2002-2003             | Juventus              | Serie A               | 32          | 0           | 0                     | 0                     | 1          | 0          | C1                             | 15                             | 0                              | 8      | 0      | 56    | 0     |
| 2003-2004             | Juventus              | Serie A               | 32          | 0           | 0                     | 0                     | 1          | 0          | C1                             | 6                              | 0                              | 11     | 0      | 50    | 0     |
| 2004-2005             | Juventus              | Serie A               | 37          | 0           | 0                     | 0                     | -          | -          | C1                             | 11                             | 0                              | 8      | 0      | 56    | 0     |
| 2005-2006             | Juventus              | Serie A               | 18          | 0           | 2                     | 0                     | -          | -          | C1                             | 4                              | 0                              | 10     | 0      | 34    | 0     |
| 2006-2007             | Juventus              | Serie B               | 37          | 0           | 3                     | 0                     | -          | -          | -                              | -                              | -                              | 8      | 0      | 48    | 0     |
| 2007-2008             | Juventus              | Serie A               | 34          | 0           | 1                     | 0                     | -          | -          | -                              | -                              | -                              | 11     | 0      | 46    | 0     |
| 2008-2009             | Juventus              | Serie A               | 23          | 0           | 2                     | 0                     | -          | -          | C1                             | 5                              | 0                              | 9      | 0      | 39    | 0     |
| 2009-2010             | Juventus              | Serie A               | 27          | 0           | 1                     | 0                     | -          | -          | C1+C3                          | 6+1                            | 0                              | 7      | 0      | 42    | 0     |
| 2010-2011             | Juventus              | Serie A               | 16          | 0           | 1                     | 0                     | -          | -          | -                              | -                              | -                              | 3      | 0      | 20    | 0     |
| 2011-2012             | Juventus              | Serie A               | 35          | 0           | 0                     | 0                     | -          | -          | -                              | -                              | -                              | 15     | 0      | 50    | 0     |
| 2012-2013             | Juventus              | Serie A               | 32          | 0           | 1                     | 0                     | 1          | 0          | C1                             | 10                             | 0                              | 13     | 0      | 57    | 0     |
| 2013-2014             | Juventus              | Serie A               | 33          | 0           | 0                     | 0                     | 1          | 0          | C1+C3                          | 6+8                            | 0                              | 9      | 0      | 57    | 0     |
| 2014-2015             | Juventus              | Serie A               | 33          | 0           | 0                     | 0                     | 1          | 0          | C1                             | 13                             | 0                              | 6      | 0      | 53    | 0     |
| 2015-2016             | Juventus              | Serie A               | 35          | 0           | 0                     | 0                     | 1          | 0          | C1                             | 8                              | 0                              | 13     | 0      | 57    | 0     |
| 2016-2017             | Juventus              | Serie A               | 30          | 0           | 0                     | 0                     | 1          | 0          | C1                             | 12                             | 0                              | 9      | 0      | 52    | 0     |
| 2017-2018             | Juventus              | Serie A               | 21          | 0           | 3                     | 0                     | 1          | 0          | C1                             | 9                              | 0                              | 7      | 0      | 41    | 0     |
| Sous-total            | Sous-total            | Sous-total            | 509         | 0           | 15                    | 0                     | 8          | 0          | -                              | 124                            | 0                              | 157    | 0      | 813   | 0     |
| 2018-2019             | Paris Saint-Germain   | Ligue 1               | 17          | 0           | 2                     | 0                     | 1          | 0          | C1                             | 5                              | 0                              | -      | -      | 25    | 0     |
| Sous-total            | Sous-total            | Sous-total            | 17          | 0           | 2                     | 0                     | 1          | 0          | -                              | 5                              | 0                              | -      | -      | 25    | 0     |
| 2019-2020             | Juventus              | Serie A               | 9           | 0           | 5                     | 0                     | -          | -          | C1                             | 1                              | 0                              | -      | -      | 15    | 0     |
| 2020-2021             | Juventus              | Serie A               | 8           | 0           | 5                     | 0                     | -          | -          | C1                             | 1                              | 0                              | -      | -      | 14    | 0     |
| Sous-total            | Sous-total            | Sous-total            | 17          | 0           | 10                    | 0                     | -          | -          | -                              | 2                              | 0                              | -      | -      | 29    | 0     |
| 2021-2022             | Parme Calcio          | Serie B               | 26          | 0           | -                     | -                     | -          | -          | -                              | -                              | -                              | -      | -      | 26    | 0     |
| 2022-2023             | Parme Calcio          | Serie B               | 18          | 0           | 1                     | 0                     | -          | -          | -                              | -                              | -                              | -      | -      | 19    | 0     |
| Sous-total            | Sous-total            | Sous-total            | 44          | 0           | 1                     | 0                     | 0          | 0          | -                              | 0                              | 0                              | 0      | 0      | 45    | 0     |
| Total sur la carrière | Total sur la carrière | Total sur la carrière | 756         | 0           | 42                    | 0                     | 10         | 0          | -                              | 167                            | 0                              | 176    | 0      | 1151  | 0     |

## Palmarès

### Titres et trophées
Avec sa sélection italienne, il participe à la Coupe du monde à cinq reprises consécutives entre 1998 et 2014, dont une victoire en 2006, et à l'Euro à quatre reprises consécutives entre 2004 et 2016, dont une finale en 2012
| Juventus FC (22) | Parme AC (3) | Paris Saint-Germain (2) | Italie (2) |
| - Championnat d’Italie (10) - Champion : 2002, 2003, 2005, 2006, 2012, 2013, 2014, 2015, 2016, 2017, 2018 et 2020 - Championnat d'Italie de Serie B (1) - Champion : 2007 - Coupe d'Italie (5) - Vainqueur : 2015, 2016, 2017, 2018 et 2021 - Finaliste : 2002, 2004, 2012 et 2020 - Supercoupe d'Italie (6) - Vainqueur : 2002, 2003, 2012, 2013, 2015 et 2021 - Finaliste : 2014, 2016, 2017 et 2019 - Ligue des champions de l'UEFA - Finaliste : 2003, 2015 et 2017 | - Coupe Uefa (1) - Vainqueur : 1999 - Coupe d'Italie (1) - Vainqueur : 1999 - Supercoupe d'Italie (1) - Vainqueur : 1999 | - Championnat de France (1) - Champion : 2019 - Coupe de France - Finaliste : 2019 - Trophée des champions (1) - Vainqueur: 2018 | - Coupe du monde (1) - Vainqueur : 2006 - Championnat d'Europe des nations - Finaliste : 2012 - Coupe des confédérations - Troisième : 2013 - Championnat d'Europe espoirs (1) - Vainqueur : 1996 |

En club, il a remporté une Coupe de l'UEFA, dix Championnats d'Italie (douze si l’on compte les championnats retirés à la Juventus en 2005 et 2006), ce qui est à ce jour le record individuel du championnat, un Championnat de France, un Championnat d'Italie de Serie B, six Coupes d'Italie, six Supercoupes d'Italie et un Trophée des champions. Il a également participé à trois finales de Ligue des Champions en 2003, 2015 et 2017.

### Distinctions individuelles
Le 25 janvier 2012, Buffon est proclamé par l'IFFHS (International Fédération of Football History & Statistics) meilleur gardien de but au monde pour la période 1987-2011 et meilleur gardien de but du XXIe siècle.
Il est nommé pour le Ballon d'or à neuf reprises, terminant deuxième en 2006 et quatrième en 2017. Il a été élu à 5 reprises  « Meilleur gardien de football de l'année (IFFHS) », record qu'il co-détient avec Iker Casillas et Manuel Neuer. Il est aussi le sportif le plus nommé dans le top 10 du classement (18 fois).
Il est considéré comme l'un des meilleurs gardiens de l'histoire du football,,
Récompenses mondiales
- Ballon d'or
  - 2e : 2006
  - 4e : 2017
- 5 fois Meilleur gardien de football de l'année (IFFHS) en 2003, 2004, 2006, 2007 et 2017.
- Membre du FIFA 100 créé en 2004
- Équipe-type monde de L'Équipe[46]
  - Membre : 2007
- Golden Foot 2016
- Coupe du Monde
  - Meilleur gardien : 2006
  - Membre de l'équipe-type : 2006
- FIFPro World XI
  - Membre de l'équipe-type de l'année : 2006, 2007 et 2017

Récompenses européennes
- Meilleur footballeur de l'année UEFA puis
Prix UEFA du joueur de l'année (1)
  - Élu : 2003
  - 3e : 2017
- 4 fois Gardien européen de l'année en 2003, 2004, 2006 et 2007
- 2 fois Meilleur gardien de but de l'année UEFA en 2003 et 2017
- Équipe de l'année UEFA (5)
  - Membre : 2003, 2004, 2006, 2016 et 2017
- Championnat d'Europe
  - Membre de l'équipe-type : 2008 et 2012
- Ligue des champions de l'UEFA
  - Membre de l'équipe-type : 2015 et 2017
- Trophée Bravo 1999
- Prix du président de l'UEFA 2024

Récompenses nationales
- Nommé en 2006 au Collare d'oro al merito sportivo[47].
- Officier de l'ordre du Mérite de la République italienne‎ le 12 décembre 2006[48].
- 13 fois Meilleur gardien de but de Série A en 1999, 2001, 2002, 2003, 2004, 2005, 2006, 2008, 2012, 2014, 2015, 2016 et 2017
- Meilleur joueur de l'année de Serie A : 2017

### Records
Il est élu meilleur jeune footballeur de l’année avec le Trophée Bravo en 1999.
Il est le seul gardien à avoir été élu meilleur joueur UEFA de l’année lors de la saison 2002/03.
Il est le gardien le plus nommé de l’histoire au Ballon d’or (9 fois).
Il est le plus vieux joueur de l’histoire ayant joué une finale de Ligue des Champions en 2016/17 à 39 ans.
Le 23 octobre 2017, il est le plus vieux gardien de l’histoire à avoir été élu meilleur gardien de l’année par FIFA THE BEST.
Avec actuellement 1151 matchs, Il est aussi le 3e joueur comptant le plus de matchs professionnels derrière Rogério Ceni (2e position avec 1 252 matchs) et enfin Peter Shilton (1er avec 1362 matchs).
Le 9 décembre 2020, il est devenu le premier gardien de but de l’histoire à réaliser un clean-sheet en Ligue des champions lors de quatre décennies différentes (années 1990, 2000, 2010, 2020).
Il a été élu à 5 reprises  « Meilleur gardien de football de l'année (IFFHS) », record qu'il co-détient avec Iker Casillas et Manuel Neuer.
- Joueur le plus capé de l'histoire du championnat d'Italie 657 matchs

- Joueur le plus capé de la sélection italienne (176 matchs)

Le 5 février 2022, il devient le premier gardien de l’histoire à atteindre la barre des 500 Clean Sheets en carrière.

## Vie privée
Buffon a été le conjoint de l'actrice tchèque, Alena Šeredová née le 21 mars 1978 à Prague, vice-Miss République tchèque en 1998. Ils sont parents de deux garçons, Louis Thomas (né en 2007) et David Lee (né en 2009). Le couple, ensemble depuis 2005, se marie en 2011 avant d'annoncer leur divorce peu de temps avant la Coupe du Monde 2014. Désormais en couple avec la journaliste et présentatrice de télévision Ilaria D'Amico, Gianluigi Buffon annonce la naissance de son troisième fils, Leopoldo Mattia, le 6 janvier 2016 sur son compte Twitter.
Il donne à son fils aîné le prénom du gardien de buts camerounais, le mythique Thomas Nkono : « à mon fils, le prénom de mon idole Nkono. Ce fils lui est dédié. Au Mondial 90, j’étais un tifoso inconditionnel des Lions Indomptables. Thomas Nkono me fascinait. Ma passion pour le Cameroun découle de ce fait. Le Camerounais avait une façon si exceptionnelle d’interpréter le rôle de gardien de but qu’à la fin, il ne pouvait m’être que sympathique. D’ailleurs, Nkono a changé le cours de ma carrière et forcément de ma vie. De milieu de terrain, je suis devenu portier afin de suivre les traces de mon idole ».
Son second fils a été prénommé ainsi en l'honneur du chanteur du groupe Van Halen, David Lee Roth.